# Filip Radoš
Filip Radoš (Aržano, 3. prosinca 1958.) je hrvatski kazališni, filmski i televizijski glumac.

## Životopis
Njegov profesionalni angažman započinje 1982. godine, kada postaje član Gradskog kazališta mladih u Splitu. U matičnoj kući odigrao je pedesetak uloga od kojih se izdvajaju uloge u predstavama Mali libar Marka Uvodića Splićana, Umišljeni bolesnik Moliera, te Kajin i Abel Trpimira Jurkića.
Radoš često surađuje i s Hrvatskim narodnim kazalištem u Splitu. Odigrao je i nekoliko ulogu na filmu od čega je najpoznatija uloga Oca u filmu Oprosti za kung fu Ognjena Sviličića, za koju je dobio nagradu na Međunarodnom filmskom festivalu u francuskom Amiensu.
Široj javnosti Radoš je postao poznat nakon uloge Antiše u TV-seriji "Naši i vaši" (HRT), a iznimno popularan postaje tumačeći naslovni lik u popularnoj TV-seriji "Stipe u gostima" (HRT).

## Filmografija

### Televizijske uloge
- "Nestali" kao Dušan (2021.)
- "Minus i plus" kao Vinko (2021.)
- "General" kao Ilija (2019.)
- "Rat prije rata" kao Milan Martić (2018.)
- "TIN: 30 godina putovanja" kao detektiv #1 (2017.)
- "Periferija city" kao Jozo (2010.)
- "Tito" kao referent javnog tužiteljstva Božidar Kraus (2010.)
- "Stipe u gostima" kao Stipe Ivić (2008. – 2014.)
- "Odmori se, zaslužio si" kao bolesnik #1 / Stipe Ivić (2006.; 2010.)
- "Luda kuća" kao Jozo Bedeković (2006.)
- "Zlatni vrč" kao Pero Hrčak (2004.)
- "Novo doba" kao policajac Mile (2002.)
- "Naši i vaši" kao Antun "Antiša" Rašelić (2000. – 2002.)

### Filmske uloge
- "General" kao Ilija (2019.)
- "S one strane" kao don Jure (2016.)
- "Kratki spojevi" kao Glamužina (segment "Podstanar") (2013.)
- "Larin izbor: Izgubljeni princ" kao gradonačelnik Depolo (2012.)
- "Čovjek ispod stola" kao Argentinac (2009.)
- "Vjerujem u anđele" kao Don Ivo (2009.)
- "Kino Lika" kao stariji policajac (2009.)
- "Što je muškarac bez brkova?" kao Crni (2005.)
- "Oprosti za kung fu" kao Jozo (2004.)
- "Duga mračna noć" (2004.)
- "Da mi je biti morski pas" kao policajac (1999.)
- "Crvena prašina" kao policajac (1999.)

## Vanjske poveznice
- Filip Radoš u internetskoj bazi filmova IMDb-u (engl.)